# Hålligång i Vilda Västern
Hålligång i Vilda Västern (Tickle Me) är en västernfilm från 1965 med Elvis Presley i huvudrollen. Filmen regisserades av Norman Taurog.

## Bakgrund
1964  var filmbolaget Allied Artists på väg att gå i konkurs. Elvis manager Tom Parker tog tillfälle i akt och gjorde en överenskommelse; Elvis skulle endast ta ut 750 000 dollar samt hälften av filmens vinst som provision. Filmen gick totalt med 4 700 000 dollar i vinst, vilket gav Presley 3 100 000 dollar för filmen. För att ge så mycket vinst som möjligt och för att hålla övriga kostnader nere så använde man sig bara av låtar som Presley spelat in i början av 1960-talet. Låtarna ägdes då av Elvis Presley eller Gladys Music, vilket gav ännu mera pengar i plånboken för Presley och Tom Parker.

## Filmens handling
Filmen handlar om rodeotävlare som kommer till en by. Han får jobb på en ranch för överviktiga flickor som skall banta. Det uppstår trubbel då en av de anställda på ranchen utsätts för kidnappningsförsök. Det visar sig att ett stort arv ligger bakom.

## Soundtrack
Då filmen bara innehöll förinspelade låtar så släpptes ingen LP, utan några utvalda låtar släpptes istället på en EP i juni 1965:
- I Feel That I've Known You Forever
- Slowly But Surely
- Night Rider
- Put The Blame On Me
- Dirty, Dirty Feeling

## På bio
Filmen blev en succé världen över. Den blev till och med Allied Artists tredje mest lönsamma film. Filmen hade premiär i USA 30 juni 1965. I Sverige hade filmen premiär den 23 augusti 1965 under namnet Hålligång i Vilda Västern.
1. 1 2 3  läs online, Internet Movie Database , läst: 12 juli 2016.[källa från Wikidata]
2. ↑  Česko-Slovenská filmová databáze, 2001.[källa från Wikidata]